# Митропа куп 1929.
Митропа куп 1929. је било 3. издање клупског фудбалског такмичења Митропа купа.
Такмичење је трајало од 22. јуна до 17. новембра 1929. године.  Ујпешт је у финалном двомечу био успешнији од  Славије Праг и освојио први трофеј Митропа купа. Од ове сезоне почели су да учествују клубови из Италије, а клубови из Краљевине Југославије су били избачени из такмичења због увођења диктатуре од стране краља  Александра I 6. јануара.

## Резултати

### Квалификације за представника Италије у Митропа купу
| Меч | Клуб     | Држава            | укупан рез. | Држава            | Клуб         | 1. утак. | Плеј-оф |
| --- | -------- | ----------------- | ----------- | ----------------- | ------------ | -------- | ------- |
| 1   | Јувентус | Краљевина Италија | 1:0         | Краљевина Италија | Интер Милано | 1:0      |         |
| 2   | Милано   | Краљевина Италија | 3:3         | Краљевина Италија | Ђенова       | 2:2      | 1:1     |

Напомена: ФК Ђенова је обезбедила учешће у Митропа купу након жреба.

### Четвртфинале
| Меч | Клуб      | Држава            | укупан рез. | Држава            | Клуб          | 1. утак. | 2. утак. | Плеј-оф |
| --- | --------- | ----------------- | ----------- | ----------------- | ------------- | -------- | -------- | ------- |
| 1   | Ујпешт    | Мађарска          | 6:3         | Чехословачка      | Спарта Праг   | 6:1      | 0:2      |         |
| 2   | МТК       | Мађарска          | 2:6         | Аустрија          | Први Бечки ФК | 1:4      | 1:2      |         |
| 3   | Рапид Беч | Аустрија          | 5:1         | Краљевина Италија | Ђенова        | 5:1      | 0:0      |         |
| 4   | Јувентус  | Краљевина Италија | 1:3         | Чехословачка      | Славија Праг  | 1:0      | 0:3      |         |

### Полуфинале
| Меч | Клуб          | Држава   | укупан рез. | Држава       | Клуб         | 1. утак. | 2. утак. | Плеј-оф |
| --- | ------------- | -------- | ----------- | ------------ | ------------ | -------- | -------- | ------- |
| 1   | Први Бечки ФК | Аустрија | 5:6         | Чехословачка | Славија Праг | 3:2      | 2:4      |         |
| 2   | Ујпешт        | Мађарска | 4:4         | Аустрија     | Рапид Беч    | 2:1      | 2:3      | 3:1     |

### Финале
| Меч | Клуб         | Држава       | укупан рез. | Држава       | Клуб         |
| --- | ------------ | ------------ | ----------- | ------------ | ------------ |
| 1   | Ујпешт       | Мађарска     | 5:1         | Чехословачка | Славија Праг |
| 2   | Славија Праг | Чехословачка | 2:2         | Мађарска     | Ујпешт       |

| Освајач Митропа купа 1929. |
| -------------------------- |
| Ујпешт 1. Титула           |